# QLOC
QLOC S.A. – firma usługowa działająca w branży gier komputerowych, powstała w 2009 roku jako rozwinięcie działu lokalizacji Cenega Poland. Zajmuje się testami kompatybilności i funkcjonalnymi, lokalizacją, współprodukowaniem i portowaniem gier komputerowych. Główne biuro firmy mieści się w Warszawie, ma też oddział w Gdańsku i Kijowie.
Firma powstała 18 listopada 2009 roku, poprzez wyodrębnienie z Cenegi działu lokalizacji i testów, Cenega Service Team, od 2006 świadczącego firmom zewnętrznym usługi tłumaczeniowe, programistyczne i testerskie. Obie firmy pozostały jednak w tej samej grupie kapitałowej. Prezesem powstałej spółki został Adam Piesiak. Rok później portfolio QLOC zostało poszerzone o portowanie gier. W 2018 roku firma zatrudniała około 400 pracowników z 19 krajów, a w 2023 już ponad 800. Firma zajmuje się również codevelopmentem, remasteringiem i tworzeniem grafiki 2D i 3D. Studio odpowiada m.in. za wydany w 2018 roku remaster gry Dark Souls.
QLOC S.A. jest głównym wykonawcą lokalizacji gier wydawanych przez Cenegę, współpracuje również z takimi firmami, jak Capcom, Bandai Namco, Ubisoft, Warner Bros czy Paradox Interactive. Firma odpowiadała za takie projekty, jak porty gier Dragon’s Dogma: Dark Arisen, Rime, God Eater Resurrection, Get Even i Nier: Automata, polskie lokalizacje gier Grand Theft Auto V, The Elder Scrolls V: Skyrim i XCOM: Enemy Unknown czy współpraca przy Cyberpunku 2077.